# Кагема
Кагема (яп. 陰間, дослівно «потаємна кімната») — японські юнаки-повії. Зазвичай «кагема» ставали учні, що навчалися у акторів кабукі, (а актори самі часто підробляли проституцією), вони обслуговували як чоловіків, так і жінок. Основною послугою для чоловіків був анальний секс, гомосексуальна феляція у свідченнях періоду Едо майже не згадується. Кагема, не пов'язані з театром Кабукі, працювали в чоловічих борделях або чайних будиночках, що спеціалізуються на «кагема». Зазвичай кагема платили більше, ніж повіям-жінкам, тому вони зуміли вести успішний бізнес протягом усього XIX століття, незважаючи на законодавство, що посилювалося.

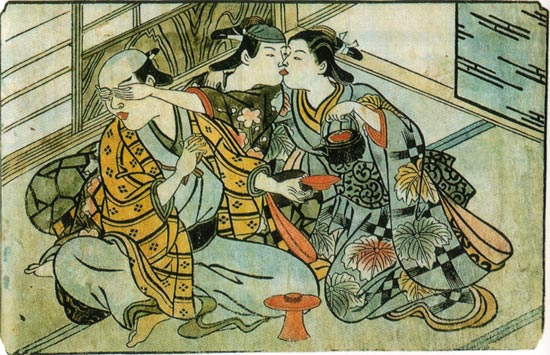
Чоловік, що розважається з юним актором Кабукі і юдзьо. Актор (у центрі) цілує повію в той час, коли клієнт відвернувся. Нісікава Сукенобу, близько 1716—1735

Кагема працювали в різних вікових групах: молоді чоловіки (яп. 野郎, яро:), підлітки (яп. 若衆, вакасю:) 10-18 років і оннагата (жіноче амплуа актора-чоловіка).
Термін також використовується в сучасному японському гомосексуальному слензі.